# Holt Manufacturing Company

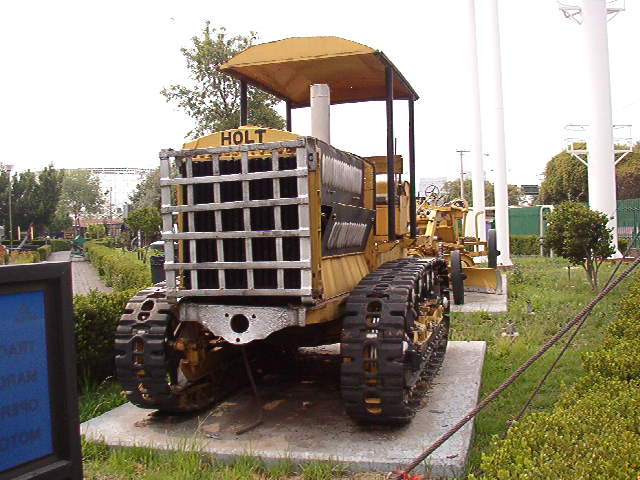
Traktor von 1910

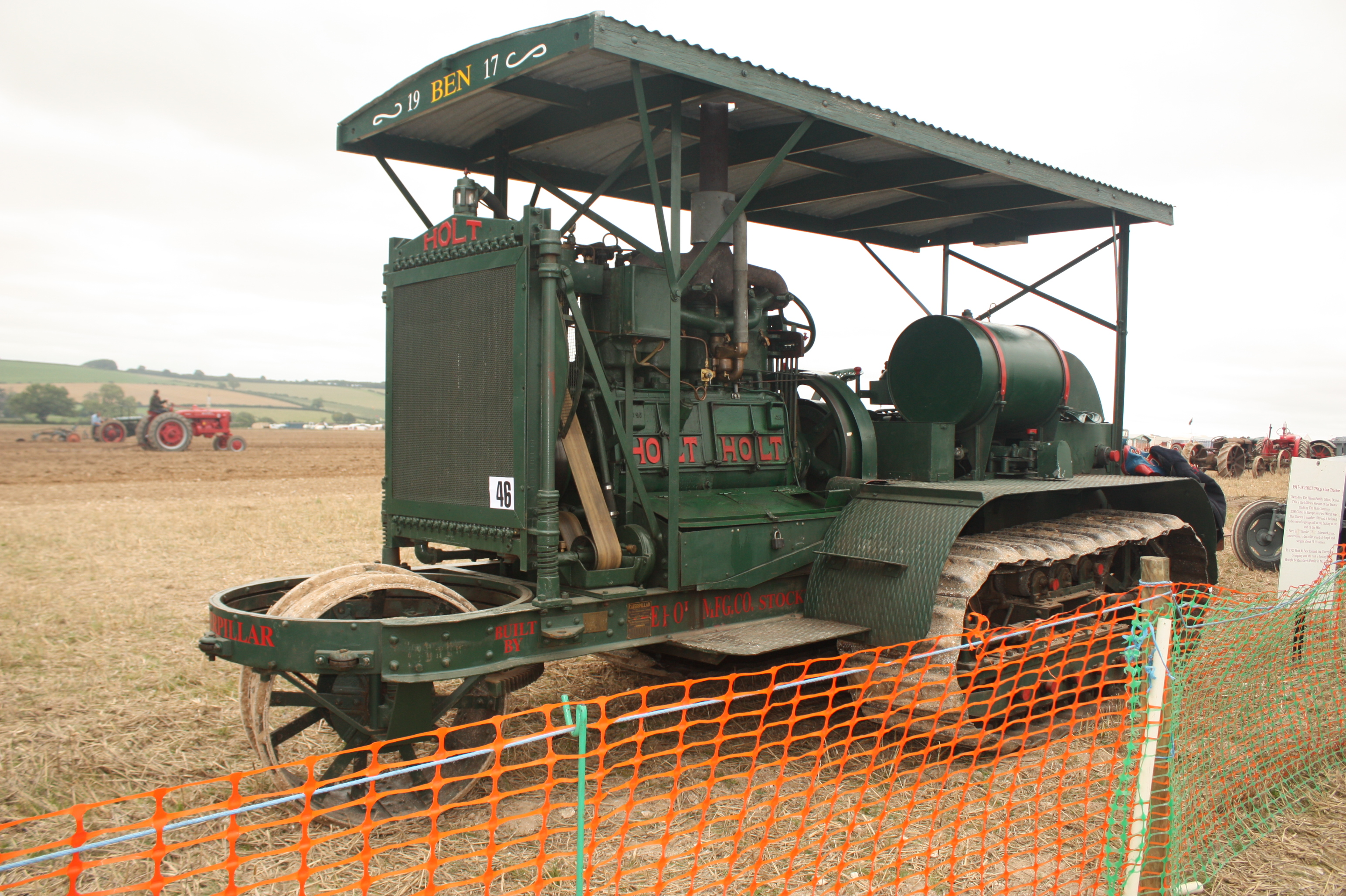
Traktor von 1917/18

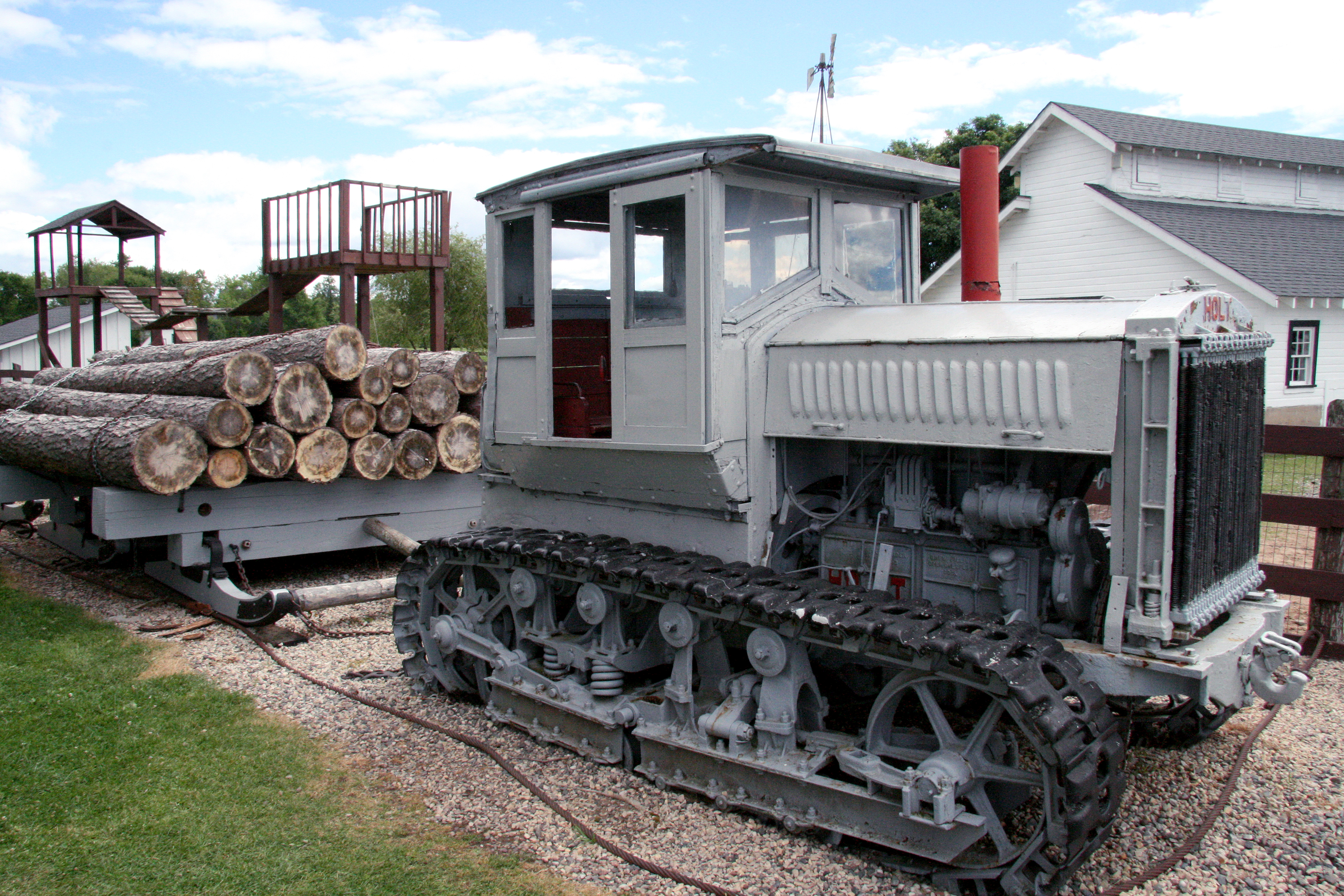
Kettenschlepper

Holt Manufacturing Company, vorher Stockton Wheel Service, war ein US-amerikanischer Hersteller von Kraftfahrzeugen.

## Unternehmensgeschichte
Benjamin Holt gründete 1883 Stockton Wheel Service in Stockton in Kalifornien. Er stellte landwirtschaftliche Geräte her. 1892 folgte die Umfirmierung in die Holt Manufacturing Company.
Später kam der Bau von Traktoren dazu.
1899 entstand ein einzelner Personenkraftwagen, der Holt genannt wurde.
1925 kam es zur Fusion mit der C. L. Best Gas Traction Company zu Caterpillar.

## Pkw
Pliny E. Holt, der Neffe von Benjamin Holt, hatte sich an der Hochschule Wissen über Motoren angeeignet. Er war die treibende Kraft hinter dem Projekt. Der einzige Prototyp hatte einen Ottomotor. Das offene Fahrzeug war als Runabout mit zwei Sitzen karosseriert.